# Lynda Wiesmeier
Lynda Ann Wiesmeier (* 30. Mai 1963 in Washington, D.C.; † 16. Dezember 2012 in Ramona, Kalifornien) war eine US-amerikanische Playmate und Schauspielerin.

## Leben
Wiesmeier wurde am 30. Mai 1963 in Washington, D.C. geboren. In den 1980er Jahren wirkte sie in mehreren Filmproduktionen mit, in denen sie immer wieder auf Erotik reduzierte Charaktere verkörperte. 1984 wirkte sie im Musikvideo zum Lied Girls des Sängers Dwight Twilley mit. 1985 verkörperte sie im Film Malibu-Express die Rolle der June Khnockers. 1985 war sie außerdem im Film Shape-Up for Sensational Sex zu sehen, in dem sie allerdings nicht pornografisch tätig war. Zuletzt war sie 1986 in Gangster Kid als Schauspielerin tätig.
Im Juli 1982 wurde sie zum Playmate des Monats gewählt. In der Folge trat sie in mehreren Sonderausgaben und Videos des Playboy auf und arbeitete mehr als fünf Jahre lang für den Playboy. Dort begann sie zunächst als Nackt-Glamour- und Pin-up-Model und später als Werbemodel und Feature-Reporterin für den Playboy Channel. Nach 1991 folgte keine weitere Zusammenarbeit mit dem Playboy. Sie zog sich überwiegend aus der Öffentlichkeit zurück. Bekannt war, dass sie 1998 in einer Anwaltskanzlei in Lafayette im US-Bundesstaat Louisiana arbeitete. Ab November 2003 lebte sie in Los Angeles.
Sie verstarb am 16. Dezember 2012 im kalifornischen Ramona an den Folgen eines Hirntumors. Sie wurde in dem dortigen Friedhof Nuevo Memory Gardens Cemetery beigesetzt.

## Filmografie (Auswahl)
- 1980: Tricks of the Trade
- 1981: American Pop (Sprechrolle)
- 1983: Die Vidioten (Joysticks)
- 1983: Private School – Die Superanmacher (Private School)
- 1984: Preppies – Die schrillen 3 vom College (Preppies)
- 1984: R.S.V.P. (Fernsehfilm)
- 1984: Sexy Shorts
- 1985: Angel kehrt zurück (Avenging Angel)
- 1985: Malibu-Express (MalibuExpress)
- 1985: Wheels of Fire
- 1985: Was für ein Genie (Real Genius)
- 1985: Teenwolf (Teen Wolf)
- 1985: Evil Town
- 1985: Shape-Up for Sensational Sex
- 1986: Gangster Kid (Touch and Go)